# 2010-es labdarúgó-világbajnokság-selejtező (AFC – 4. forduló)
A 2010-es labdarúgó-világbajnokság ázsiai selejtezőjének 4. fordulója a döntő csoportkör volt, ahol a csoportokban a csapatok oda-visszavágós, körmérkőzéses rendszerben mérkőztek meg egymással. A csoportok első két helyezettje jutott ki a labdarúgó-világbajnokságra, míg a csoportok harmadik helyezettjei ázsiai-pótselejtezőt játszottak.

## A selejtező rendszere
A 4. fordulóba az előző forduló öt selejtezőcsoportjának első két helyezett csapata került. A továbbjutó 10 csapatot két ötcsapatos csoportba sorsolták, ahonnan az első és második helyezettek automatikus résztvevői lettek a 2010-es labdarúgó-világbajnokságnak, míg a csoportok harmadik helyezettjei oda-visszavágós selejtező mérkőzést játszottak az interkontinentális selejtezőben való részvételért.

### Kiemelés és sorsolás
A továbbjutott csapatok kiemelését a 2006-os labdarúgó-világbajnokság eredményei alapján végezték. Az első kalapba a két legjobb ázsiai válogatottat, a harmadik helyre Iránt, a negyedik és ötödik helyre egyaránt az azonos eredménnyel büszkélkedő Szaúd-Arábiát és Japánt, a hatodik helyre Bahreint, míg az utolsó kalapba a további négy továbbjutó válogatottat rangsorolták.
| 1. kalap                 | 2. kalap       | 3. kalap                 | 4. kalap                                                      |
| ------------------------ | -------------- | ------------------------ | ------------------------------------------------------------- |
| - Ausztrália - Dél-Korea | - Irán - Japán | - Szaúd-Arábia - Bahrein | - Üzbegisztán - Észak-Korea - Egyesült Arab Emírségek - Katar |

### A sorsolás
A forduló csoportjainak sorsolását 2008. június 27-én végezték Kuala Lumpurban, Malajziában. A négyes jelű urnával kezdtek, az első kihúzott csapatot az 1. csoport ötödik, a másodikként kihúzott csapatot a 2. csoport ötödik pozíciójába helyezték, majd a 4. kalap maradék két csapatát a csoportok negyedik helyére sorsolták. A két azonos rangsorolású csapat között egy külön sorsolás döntött arról, hogy Japánt a második, Szaúd-Arábiát pedig a harmadik urnából húzzák. Az utolsó három urna sorsolása már egyszerűen zajlott: a fent maradó párosokat szétsorsolták a két csoport között.
A csoportok a következőképpen alakultak:
| 1. csoport  | 2. csoport              |
| ----------- | ----------------------- |
| Ausztrália  | Dél-Korea               |
| Japán       | Irán                    |
| Bahrein     | Szaúd-Arábia            |
| Üzbegisztán | Észak-Korea             |
| Katar       | Egyesült Arab Emírségek |

## Csoportok

### 1. csoport
| Hely. | Csapat      | M | Gy | D | V | G+ | G– | Gk  | P  | Továbbjutás                         |     | Ausztrália (ország) | Japán | Bahrein | Katar | Üzbegisztán |
| ----- | ----------- | - | -- | - | - | -- | -- | --- | -- | ----------------------------------- | --- | ------------------- | ----- | ------- | ----- | ----------- |
| 1.    | Ausztrália  | 8 | 6  | 2 | 0 | 12 | 1  | +11 | 20 | Kijutott a 2010-es világbajnokságra |     | —                   | 2–1   | 2–0     | 4–0   | 2–0         |
| 2.    | Japán       | 8 | 4  | 3 | 1 | 11 | 6  | +5  | 15 | Kijutott a 2010-es világbajnokságra |     | 0–0                 | —     | 1–0     | 1–1   | 1–1         |
| 3.    | Bahrein     | 8 | 3  | 1 | 4 | 6  | 8  | −2  | 10 | Továbbjutott az ötödik fordulóba    |     | 0–1                 | 2–3   | —       | 1–0   | 1–0         |
| 4.    | Katar       | 8 | 1  | 3 | 4 | 5  | 14 | −9  | 6  |                                     |     | 0–0                 | 0–3   | 1–1     | —     | 3–0         |
| 5.    | Üzbegisztán | 8 | 1  | 1 | 6 | 5  | 10 | −5  | 4  |                                     | 0–1 | 0–1                 | 0–1   | 4–0     | —     |             |

| 2008. szeptember 6. 21:30 (UTC+3) |

| Bahrein                    | 2–3               | Japán                                               |
| -------------------------- | ----------------- | --------------------------------------------------- |
| Isza 87' Tulio 89' (öngól) | (0–2) Jegyzőkönyv | Nakamura S. 18' Endó 44' (11-esből) Nakamura K. 85' |

| Manámai Nemzeti Stadion, Manáma Nézőszám: 20 000 Játékvezető: Abdul Malik Bashir (szingapúri) |

| 2008. szeptember 6. 22:00 (UTC+3) |

| Katar                                      | 3–0               | Üzbegisztán |
| ------------------------------------------ | ----------------- | ----------- |
| Szidík 37' Mohamed Haszán 72' al-Blúsi 89' | (1–0) Jegyzőkönyv |             |

| Jászim ibn Hamad Stadion, Riffa Nézőszám: 8000 Játékvezető: Subkhiddin Mohd Salleh (maláj) |

| 2008. szeptember 10. 20:30 (UTC+5) |

| Üzbegisztán | 0–1               | Ausztrália       |
| ----------- | ----------------- | ---------------- |
|             | (0–1) Jegyzőkönyv | Chipperfield 26' |

| Pahtakor Markazij Stadion, Taskent Nézőszám: 34 000 Játékvezető: Szád al-Fadli (kuvaiti) |

| 2008. szeptember 10. 22:00 (UTC+3) |

| Katar          | 1–1               | Bahrein                   |
| -------------- | ----------------- | ------------------------- |
| A. Quintana 6' | (1–0) Jegyzőkönyv | Marzúk 8′, 36′ Fatádi 67' |

| Jászim ibn Hamad Stadion, Riffa Nézőszám: 7000 Játékvezető: Kim Dongdzsin (dél-koreai) |

| 2008. október 15. 20:00 (UTC+10) |

| Ausztrália                                       | 4–0               | Katar |
| ------------------------------------------------ | ----------------- | ----- |
| Cahill 8' Emerton 17' (11-esből) 58' Kennedy 76' | (2–0) Jegyzőkönyv |       |

| Suncorp Stadion, Brisbane Nézőszám: 34 320 Játékvezető: Halíl al-Gamdi (Szaúd-arábiai) |

| 2008. október 15. 19:30 (UTC+9) |

| Japán      | 1–1               | Üzbegisztán |
| ---------- | ----------------- | ----------- |
| Tamada 40' | (1–1) Jegyzőkönyv | Sackih 27'  |

| Szaitama Stadion, Szaitama Nézőszám: 55 142 Játékvezető: Ali Hamád al-Badvári (arab emírségekbeli) |

| 2008. november 19. 18:00 (UTC+3) |

| Bahrein | 0–1               | Ausztrália      |
| ------- | ----------------- | --------------- |
|         | (0–0) Jegyzőkönyv | Bresciano 90+3' |

| Bahreini Nemzeti Stadion, Riffa Nézőszám: 10 000 Játékvezető: Masoud Moradi (iráni) |

| 2008. november 19. 19:30 (UTC+3) |

| Katar | 0–3               | Japán                           |
| ----- | ----------------- | ------------------------------- |
|       | (0–1) Jegyzőkönyv | Tanaka 19' Tamada 47' Tulio 68' |

| Jászim ibn Hamad Stadion, Doha Nézőszám: 13 000 Játékvezető: Sun Bao-jie (kínai) |

| 2009. február 11. 16:00 (UTC+5) |

| Üzbegisztán | 0–1               | Bahrein           |
| ----------- | ----------------- | ----------------- |
|             | (0–0) Jegyzőkönyv | Abdulrahman 90+5' |

| Pahtakor Markazij Stadion, Taskent Nézőszám: 30 000 Játékvezető: Subkhiddin Mohd Salleh (maláj) |

| 2009. február 11. 19:20 (UTC+9) |

| Japán | 0–0         | Ausztrália |
| ----- | ----------- | ---------- |
|       | Jegyzőkönyv |            |

| Jokohamai Nemzetközi Stadion, Jokohama Nézőszám: 66 000 Játékvezető: Muhsen Basma (szíriai) |

| 2009. március 28. 19:23 (UTC+9) |

| Japán        | 1–0               | Bahrein |
| ------------ | ----------------- | ------- |
| Nakamura 47' | (0–0) Jegyzőkönyv |         |

| Szaitama Stadion, Szaitama Nézőszám: 57 276 Játékvezető: Kim Dong-Jin (dél-koreai) |

| 2009. március 28. 17:00 (UTC+5) |

| Üzbegisztán                      | 4–0               | Katar     |
| -------------------------------- | ----------------- | --------- |
| Tadijev 34' 45+2' 53' Soliev 62' | (2–0) Jegyzőkönyv | Rajab 32′ |

| Pakhtakor Markaziy Stadion, Taskent Nézőszám: 18 000 Játékvezető: Masoud Moradi (iráni) |

| 2009. április 1. 20:00 (UTC+11) |

| Ausztrália                        | 2–0               | Üzbegisztán |
| --------------------------------- | ----------------- | ----------- |
| Kennedy 66' Kewell 73' (11-esből) | (0–0) Jegyzőkönyv |             |

| ANZ Stadion, Sydney Nézőszám: 57 292 Játékvezető: Ali Hamad Al-Badwawi (arab emírségekbeli) |

| 2009. április 1. 17:15 (UTC+3) |

| Bahrein   | 1–0               | Katar |
| --------- | ----------------- | ----- |
| Aaish 52' | (0–0) Jegyzőkönyv |       |

| Manámai Nemzeti Stadion, Manáma Nézőszám: 20 000 Játékvezető: Szun Pao-csie (kínai) |

| 2009. június 6. 19:05 (UTC+5) |

| Üzbegisztán | 0–1               | Japán                  |
| ----------- | ----------------- | ---------------------- |
|             | (0–1) Jegyzőkönyv | Okazaki 9' Haszebe 89′ |

| Pahtakor Markazij Stadion, Taskent Nézőszám: 34 000 Játékvezető: Muhsen Basma (szíriai) |

| 2009. június 6. 19:00 (UTC+3) |

| Katar | 0–0         | Ausztrália |
| ----- | ----------- | ---------- |
|       | Jegyzőkönyv |            |

| Jászim ibn Hamad Stadion, Doha Nézőszám: 7000 Játékvezető: Abdul Malik Bashir (szingapúri) |

| 2009. június 10. 20:00 (UTC+10) |

| Ausztrália                | 2–0               | Bahrein |
| ------------------------- | ----------------- | ------- |
| Sterjovski 55' Carney 88' | (0–0) Jegyzőkönyv |         |

| Ausztrália Stadion, Sydney Nézőszám: 39 540 Játékvezető: Abdullah Al-Hilali (ománi) |

| 2009. június 10. 19:35 (UTC+9) |

| Japán               | 1–1               | Katar               |
| ------------------- | ----------------- | ------------------- |
| Albinali 3' (öngól) | (1–0) Jegyzőkönyv | Afif 53' (11-esből) |

| Jokohamai Nemzetközi Stadion, Jokohama Nézőszám: 60 256 Játékvezető: Subkhiddin Mohd Salleh (maláj) |

| 2009. június 17. 20:20 (UTC+10) |

| Ausztrália     | 2–1               | Japán     |
| -------------- | ----------------- | --------- |
| Cahill 59' 77' | (0–1) Jegyzőkönyv | Tulio 39' |

| Melbourne Cricket Ground, Melbourne Nézőszám: 69 238 Játékvezető: Halíl al-Gamdi (Szaúd-arábiai) |

| 2009. június 17. 19:30 (UTC+3) |

| Bahrein                      | 1–0               | Üzbegisztán |
| ---------------------------- | ----------------- | ----------- |
| Abdulrahman 73' Marzooqi 78′ | (0–0) Jegyzőkönyv |             |

| Manámai Nemzeti Stadion, Manáma Nézőszám: 14 100 Játékvezető: Masoud Moradi (iráni) |

### 2. csoport
| Hely. | Csapat                  | M | Gy | D | V | G+ | G– | Gk  | P  | Továbbjutás                         |     | Dél-Korea | Észak-Korea | Szaúd-Arábia | Irán | Egyesült Arab Emírségek |
| ----- | ----------------------- | - | -- | - | - | -- | -- | --- | -- | ----------------------------------- | --- | --------- | ----------- | ------------ | ---- | ----------------------- |
| 1.    | Dél-Korea               | 8 | 4  | 4 | 0 | 12 | 4  | +8  | 16 | Kijutott a 2010-es világbajnokságra |     | —         | 1–0         | 0–0          | 1–1  | 4–1                     |
| 2.    | Észak-Korea             | 8 | 3  | 3 | 2 | 7  | 5  | +2  | 12 | Kijutott a 2010-es világbajnokságra |     | 1–1       | —           | 1–0          | 0–0  | 2–0                     |
| 3.    | Szaúd-Arábia            | 8 | 3  | 3 | 2 | 8  | 8  | 0   | 12 | Továbbjutott az ötödik fordulóba    |     | 0–2       | 0–0         | —            | 1–1  | 3–2                     |
| 4.    | Irán                    | 8 | 2  | 5 | 1 | 8  | 7  | +1  | 11 |                                     |     | 1–1       | 2–1         | 1–2          | —    | 1–0                     |
| 5.    | Egyesült Arab Emírségek | 8 | 0  | 1 | 7 | 6  | 17 | −11 | 1  |                                     | 0–2 | 1–2       | 1–2         | 1–1          | —    |                         |

| 2008. szeptember 6. 22:15 (UTC+4) |

| Egyesült Arab Emírségek | 1–2               | Észak-Korea                        |
| ----------------------- | ----------------- | ---------------------------------- |
|                         | (0–0) Jegyzőkönyv | Cshö Gumcshol 72' An Csholhjok 80' |

| Mohamed ibn Zájed Stadion, Abu-Dzabi Nézőszám: 10 000 Játékvezető: Ravshan Ermatov (üzbég) |

| 2008. szeptember 6. 22:15 (UTC+3) |

| Szaúd-Arábia | 1–1               | Irán        |
| ------------ | ----------------- | ----------- |
| al-Hárti 29' | (1–0) Jegyzőkönyv | Nekunám 81' |

| Fahd király Nemzetközi Stadion, Rijád Nézőszám: 50 000 Játékvezető: Mark Shield (ausztrál) |

| 2008. szeptember 10. 20:00 (UTC+8) |

| Észak-Korea                  | 1–1               | Dél-Korea        |
| ---------------------------- | ----------------- | ---------------- |
| Hong Jongdzso 64' (11-esből) | (0–0) Jegyzőkönyv | Ki Szongjong 69' |

| Sanghaj Stadion, Sanghaj (Kína) Nézőszám: 3000 Játékvezető: Múhszen Bászma (szíriai) |

| 2008. szeptember 10. 22:15 (UTC+4) |

| Egyesült Arab Emírségek | 1–2               | Szaúd-Arábia           |
| ----------------------- | ----------------- | ---------------------- |
| Hátir 23'               | (1–0) Jegyzőkönyv | Otef 69' al-Fraídi 73' |

| Mohamed ibn Zájed Stadion, Abu-Dzabi Nézőszám: 15 000 Játékvezető: Nisimura Júicsi (japán) |

| 2008. október 15. 20:00 (UTC+9) |

| Dél-Korea                                         | 4–1               | Egyesült Arab Emírségek |
| ------------------------------------------------- | ----------------- | ----------------------- |
| Li Keunho 20' 80' Pak Csiszong 26' Kvak Thehü 89' | (2–0) Jegyzőkönyv | al-Hammádi 72'          |

| Szöuli Világbajnoki Stadion, Szöul Nézőszám: 30 000 Játékvezető: Matthew Breeze (ausztrál) |

| 2008. október 15. 17:00 (UTC+3:30) |

| Irán                       | 2–1               | Észak-Korea     |
| -------------------------- | ----------------- | --------------- |
| Mahdavikia 9' Nekounam 63' | (1–0) Jegyzőkönyv | Csong Desze 72' |

| Azadi Stadion, Teherán Nézőszám: 60 000 Játékvezető: Abdulláh al-Hiláli (ománi) |

| 2008. november 19. 19:15 (UTC+4) |

| Egyesült Arab Emírségek | 1–1               | Irán       |
| ----------------------- | ----------------- | ---------- |
| Dzsumá 19'              | (1–0) Jegyzőkönyv | Bágeri 81' |

| al-Maktúm Stadion, Dubaj Nézőszám: 8000 Játékvezető: Subkhiddin Mohd Salleh (maláj) |

| 2008. november 19. 19:35 (UTC+3) |

| Szaúd-Arábia | 0–2               | Dél-Korea                       |
| ------------ | ----------------- | ------------------------------- |
| Nazaki 58′   | (0–0) Jegyzőkönyv | Li Keunho 76' Pak Csujong 90+2' |

| Fahd király Nemzetközi Stadion, Rijád Nézőszám: 60 000 Játékvezető: Abdul Malik Bashir (szingapúri) |

| 2009. február 11. 15:00 (UTC+9) |

| Észak-Korea   | 1–0               | Szaúd-Arábia |
| ------------- | ----------------- | ------------ |
| Mun Inguk 30' | (1–0) Jegyzőkönyv |              |

| Kim Ir Szen Stadion, Phenjan Nézőszám: 48 000 Játékvezető: Ravshan Ermatov (üzbég) |

| 2009. február 11. 15:00 (UTC+3:30) |

| Irán         | 1–1               | Dél-Korea        |
| ------------ | ----------------- | ---------------- |
| Nekounam 59' | (0–0) Jegyzőkönyv | Pak Csiszong 81' |

| Azadi Stadion, Teherán Nézőszám: 75 000 Játékvezető: Ben Williams (labdarúgó-játékvezető) (ausztrál) |

| 2009. március 28. 15:30 (UTC+9) |

| Észak-Korea          | 2–0               | Egyesült Arab Emírségek |
| -------------------- | ----------------- | ----------------------- |
| Pak N. 51' Mun 90+3' | (0–0) Jegyzőkönyv |                         |

| Kim Il-sung Stadion, Phenjan Nézőszám: 50 000 Játékvezető: Matthew Breeze (ausztrál) |

| 2009. március 28. 19:00 (UTC+4:30) |

| Irán        | 1–2               | Szaúd-Arábia            |
| ----------- | ----------------- | ----------------------- |
| Shojaei 57' | (0–0) Jegyzőkönyv | Hazazi 79' Al-Harbi 87' |

| Azadi Stadion, Teherán Nézőszám: 100 000 Játékvezető: Nishimura Yuichi (japán) |

| 2009. április 1. 20:00 (UTC+9) |

| Dél-Korea     | 1–0               | Észak-Korea |
| ------------- | ----------------- | ----------- |
| Kim Cshiu 86' | (0–0) Jegyzőkönyv |             |

| Szöuli Világbajnoki Stadion, Szöul Nézőszám: 48 000 Játékvezető: Abdullah Al Hilali (ománi) |

| 2009. április 1. 20:30 (UTC+3) |

| Szaúd-Arábia                                    | 3–2               | Egyesült Arab Emírségek   |
| ----------------------------------------------- | ----------------- | ------------------------- |
| Autef 4' (11-esből) Juma 70' (öngól) Hazazi 85' | (1–2) Jegyzőkönyv | Al Shehhi 38' Matar 45+1' |

| Fahd király Nemzetközi Stadion, Rijád Nézőszám: 70 000 Játékvezető: Subkhiddin Mohd Salleh (maláj) |

| 2009. június 6. 17:00 (UTC+9) |

| Észak-Korea | 0–0         | Irán |
| ----------- | ----------- | ---- |
|             | Jegyzőkönyv |      |

| Janggakto Stadion, Phenjan Nézőszám: 30 000 Játékvezető: Szun Pao-csie (kínai) |

| 2009. június 6. 20:15 (UTC+4) |

| Egyesült Arab Emírségek | 0–2               | Dél-Korea                                              |
| ----------------------- | ----------------- | ------------------------------------------------------ |
| Saeed 85′               | (0–2) Jegyzőkönyv | Pak Csujong 9' Ki Szongjong 37' Kim Dzsongu 45+1′, 49′ |

| al-Maktúm Stadion, Dubaj Nézőszám: 4000 Játékvezető: Abdullah Balideh (katari) |

| 2009. június 10. 20:00 (UTC+9) |

| Dél-Korea | 0–0         | Szaúd-Arábia   |
| --------- | ----------- | -------------- |
|           | Jegyzőkönyv | Ateef 40′, 80′ |

| Szöuli Világbajnoki Stadion, Szöul Nézőszám: 32 510 Játékvezető: Ben Williams (labdarúgó-játékvezető) (ausztrál) |

| 2009. június 10. 19:00 (UTC+4:30) |

| Irán       | 1–0               | Egyesült Arab Emírségek |
| ---------- | ----------------- | ----------------------- |
| Karimi 53' | (0–0) Jegyzőkönyv |                         |

| Azadi Stadion, Teherán Nézőszám: 38 000 Játékvezető: Ravshan Ermatov (üzbég) |

| 2009. június 17. 20:00 (UTC+9) |

| Dél-Korea        | 1–1               | Irán        |
| ---------------- | ----------------- | ----------- |
| Pak Csiszong 82' | (0–0) Jegyzőkönyv | Shojaei 52' |

| Szöuli Világbajnoki Stadion, Szöul Nézőszám: 40 000 Játékvezető: Nisimura Júicsi (japán) |

| 2009. június 17. 21:00 (UTC+3) |

| Szaúd-Arábia | 0–0         | Észak-Korea        |
| ------------ | ----------- | ------------------ |
|              | Jegyzőkönyv | Kim Yong-Jun 90+4′ |

| Fahd király Nemzetközi Stadion, Rijád Nézőszám: 65 000 Játékvezető: Muhsen Basma (szíriai) |